# مغامرة تاج الزمرد
مغامرة تاج الزمرد (بالإنجليزية The Adventure of the Beryl Coronet)، واحدة من 56 قصة قصيرة لشرلوك هولمز من تأليف ارثر كونان دويل، نشرت لأول مرة في مجلة الستراند في مايو 1892 بشكل منفرد قبل ان يعاد نشرها مجمعة مع باقي قصص سلسلة مغامرات شرلوك هولمز، وتعد القصة الحادية عشر في سلسلة مغامرات شرلوك هولمز.

## ملخص القصة
المصرفي الكساندر هولدر، يقوم بإعارة 50 الف جنيه إلى أحد الزبائن، الذي يترك له تاج زمرد كضمان.يشعر هولدر بالخوف على تاج الزمرد من السرقة، فيقرر اخذه إلى المنزل، لكنه يستفيق ليلا واجدا ابنه ارثر يحمل تاج الزمرد، وقد فُقدت 3 من احجار الزمرد المُرصع بها التاج.
تتجه اصابع الاتهام نحو ارثر، لكن هولمز غير مقتنع بذلك، إذ كان بإمكان أي شخص مقيم في المنزل ان يقوم بالسرقة، خاصة ان ارثر يرفض البوح بأي شيء بخصوص الحادث، وانه لا يملك دافعا للسرقة.
بعد تحقيقاته، يكتشف هولمز ان السارق الحقيقي هو قريبة السيد هولدر، ماري، التي كانت على علاقة مع جورج برونوال، مجرم مشهور، ويتضح ان ارثر كان على علم بان ماري هي السارقة الحقيقية، لكنه قرر جعل والده يظن انه هو من قام بالسرقة وهذا لحبه الشديد لقريبته ماري.

## الترجمة العربية
- مغامَرة تاج الزُّمُرُّد، دار الأجيال للنشر
- مغامرة تاج الزمرد، مؤسسة هنداوي، الترجمة سارة طه علام ومراجعة مصطفى محمد فؤاد.
- التاج الماسي، مكتبة لبنان بيروت.

في القصة الأصلية كان التاج مرصعا بالبيريل عوض الزمرد، لكن في ترجمة دار الأجيال جاء أن التاج كان مرصعا بالزمرد.

## الاقتباس
تم اقتباس إحدى حلقات مسلسل شرلوك هولمز من القصة عام 1965.المسلسل من إنتاج قناة بي بي سي وقام بدور هولمز الممثل دوغلاس ويلمر.

## روابط خارجية
- القصة كاملة على ويكي مصدر (باللغة الإنجليزية).
- قراءة القصة مجانا رفقة بالرسومات الأصلية (باللغة الفرنسية).